# Dinggang (köpinghuvudort i Kina, Jiangsu Sheng, lat 32,14, long 119,69)
Dinggang (kinesiska: 丁岗, 丁岗镇) är en köpinghuvudort i Kina. Den ligger i provinsen Jiangsu, i den östra delen av landet, omkring 84 kilometer öster om provinshuvudstaden Nanjing. Antalet invånare är 21 646. Befolkningen består av 8 828 kvinnor och 12 818 män. Barn under 15 år utgör 7,0 %, vuxna 15-64 år 82 %, och äldre över 65 år 9,0 %.
Runt Dinggang är det tätbefolkat, med 947 invånare per kvadratkilometer. Närmaste större samhälle är Dagang, 6,1 km nordväst om Dinggang. Trakten runt Dinggang består till största delen av jordbruksmark.
Genomsnittlig årsnederbörd är 1 302 millimeter. Den regnigaste månaden är juli, med i genomsnitt 255 mm nederbörd, och den torraste är januari, med 30 mm nederbörd.